# Miquel Ramos
Miquel Ramos, né à Valence (Espagne) en 1979, est un journaliste spécialiste de l'extrême droite et militant antifasciste.

## Biographie
Il est membre fondateur, choriste et claviériste du groupe de musique Obrint Pas, actif entre 1993 et 2014.
En 1993, impacté par le meurtre de Guillem Agulló, jeune antifasciste de 18 ans assassiné par un groupe de néonazis à Valence, il commence à s'intéresser aux mouvements d'extrême droite et à recueillir des informations à leur sujet,,.
Il est titulaire d'une licence en sciences de l'information et d'un master en sociologie et anthropologie délivrés par l'université de Valence.
En 2015, il travaille avec David Bou sur le projet «Crímenes de Odio» (« Crimes de haine »), compilant des informations autour de plusieurs dizaines de meurtres motivés par l'appartenance de la victime à un collectif, une ethnie ou une idéologie déterminés. Cette archive est la plus grande de ce type existant en Espagne.
En 2022, il publie chez Capitán Swing Antifascistas (en espagnol) / Antifeixistes (en catalan ; litt. « Antifascistes »), essai de plus de 600 pages consacré aux mouvements d'extrême droite et à la lutte antifasciste émergente en Espagne entre le milieu des années 1980 et les années 2020,,,,.
Figure de l'antifascisme sur les réseaux sociaux, Il est également auteur du podcast Dios, Patria, Yunque, consacré à l'organisation ultracatholique El Yunque,.